# Костина, Мая Петровна
Мая Петро́вна Ко́стина (в девичестве — Алексеева; имя ошибочно упоминается также как Майя) (род. 9 мая 1942, Шихазаны, Чувашская АССР) — заслуженный мастер спорта СССР по парашютному спорту (1975). Пятикратная чемпионка мира; обладательница 38 рекордов мира, Европы и СССР; абсолютная чемпионка Европы (1975) и Спартакиады народов СССР (1967, 1971).
Шестикратная абсолютная чемпионка РСФСР, абсолютная чемпионка ДОСААФ СССР, абсолютная чемпионка СССР, абсолютная чемпионка кубка «Золотые пески», абсолютная чемпионка кубка известных парашютистов Болгарии, четырёхкратная абсолютная чемпионка первенства социалистических стран, абсолютная чемпионка Европы, пятикратная чемпионка мира. Костина установила 38 спортивных рекордов, имеет 35 кубков, 120 медалей, из них 75 золотых. Всего совершила около 7000 прыжков с парашютом.

## Биография
Отец Маи в момент её рождения находился на фронте, прошёл всю Великую Отечественную войну, участвовал в войне с Японией. С наступлением мира семья Алексеевых жила в Монголии, в Улан-Баторе. После демобилизации они поселились в поселке Сосновка (ныне в черте г. Чебоксары ), где Мая пошла в 1-й класс. Желание стать парашютисткой сбылось не сразу, т. к. в детстве она перенесла болезнь. В юности Мая работала машинистом башенного крана, оканчивала 10-й класс школы рабочей молодежи.
В мае 1959 году в Чебоксарском авиаспортклубе Мая совершила первый прыжок. В 1961 году там же представилась возможность заниматься планерным спортом. Выполнила программу первого года обучения, но мечта стать летчицей не давала покоя. Из аэроклуба её отправили учиться в Саранскую летную школу инструкторов. Там Мая увлеклась парашютным спортом.
Первый серьёзный успех пришёл в 1963 году. Дебют состоялся на Всесоюзных соревнованиях в Волчанске (Украинская ССР), где Мая Петровна завоевала первую в жизни бронзовую медаль за акробатику в небе. В чемпионате РСФСР в затяжных прыжках стала второй. Ее включили в состав сборной РСФСР. На чемпионате СССР Мая завоевала титул абсолютной чемпионки. Кроме того, выполнила норматив мастера спорта и вошла в состав сборной СССР.
В 1966 году с чемпионата мира по парашютному спорту, проходившем в Лейпциге, Костина привезла пять золотых и две серебряные медали. Вскоре парашютисты сборной СССР предприняли в Ташкенте настоящий штурм мировых рекордов. 43 высших достижения обновили мастера СССР в групповых прыжках. На счету Маи их стало 13. В городе Куйбышеве (ныне Самара) на чемпионате РСФСР совершила свой тысячный прыжок. В затяжных прыжках Костина завоевала звание абсолютной чемпионки РСФСР. Через год в Варне, на традиционном кубке «Золотые пески», в программе на точность приземления на пляж и на воду М. Костина стала обладательницей хрустального кубка за победу в Болгарии. 1970 год, Югославия. Мая второй раз участвует в чемпионате мира. В акробатических прыжках заняла лишь четвёртое место. В целом, Костина пять раз поднималась на самую почетную ступень пьедестала почета на мировых чемпионатах.
В 1974 году на чемпионате мира в Венгрии завоевала золотую медаль (стала чемпионкой мира) в индивидуальной акробатике.
Пропагандирует здоровый образ жизни.

## Награды и признание
- Медаль «За заслуги перед городом Чебоксары» (13 августа 2015 года) — за выдающийся личный вклад в повышении известности и авторитета города Чебоксары в Российской Федерации и за рубежом[3]
- Название «Мая Костина» в 2021 году присвоено судну на подводных крыльях «Валдай-45Р-11», принадлежащей АО «Чебоксарский речной порт».

## Семья и личная жизнь
Первый муж — Валерий Костин, сын Александр.
Второй муж (с 1981) — Анатолий Осипов — спортсмен-парашютист, умер в 2022 году. Супруги воспитали двух сыновей. Старший — Александр (от первого брака), военный лётчик, майор; младший — Олег, программист.
М. П. Костина живет в г. Чебоксары.